# Михайлівське (Сумський район)
Михайлівське —  селище в Україні, у Краснопільській селищній громаді Сумського району Сумської області. Населення становить ▼347 осіб. До 2020 орган місцевого самоврядування — Краснопільська селищна рада.

## Географія
Селище Михайлівське розташоване між річками Сироватка та Рибиця (4 км).
По селу тече струмок, що пересихає із загатою. До села примикають великі дубові лісові масиви.

## Історія
Село постраждало внаслідок геноциду українського народу, проведеного урядом СССР 1923-1933 та 1946-1947 роках.
- 12 червня 2020 року, відповідно до розпорядження Кабінету Міністрів України № 723-р «Про визначення адміністративних центрів та затвердження територій територіальних громад Сумської області», селище увійшло до складу Краснопільської селищної громади[2].
- 19 липня 2020 року, в результаті адміністративно-територіальної реформи та ліквідації Краснопільського району, увійшло до складу новоутвореного Сумського району[3].

#### Російське вторгнення в Україну (з 2022)
11 серпня 2024 року село вчергове обстріляв агресор. Як повідомили в оперативному командуванні “Північ” зафіксовано 4 вибухи, ймовірно ствольна артилерія 122 мм.
26 серпня 2024 року російські загарбники продовжували обстрілювати прикордонні території Сумської області. Зокрема в селі зафіксовано 1 вибух, ймовірно КАБ.
27 серпня 2024 року за інформацією Генштабу ЗСУ ворог завдавав авіаударів по районах населених пунктів Есмань, Ворожба, Вільна Слобода, Атинське, Горіле, Безсалівка, Глухів, Михайлівське, Угроїди, Шалигине, Ямпіль, Яструбине, Іскриківщина, Білопілля, Бачівськ, Будівельне Сумської області.  Оперативне командування “Північ” інформує про обстріли села. Зафіксовано 1 вибух, ймовірно КАБ. В результаті обстрілу пошкоджено промисловий об’єкт.

## Економіка
- ТОВ «Михайлівське виробництво вогнетривів».

## Соціальна сфера
- Школа I-II ст.

## Відомі люди
Гриценко Богдан Романович— український військовик, учасник російсько-української війни.